# Álvaro de Saavedra
Pour les articles homonymes, voir Saavedra.
Álvaro de Saavedra Cerón, né vers 1495 dans le royaume de Castille et mort en 1529 au large de la Nouvelle-Guinée, est un navigateur et explorateur espagnol, le premier à traverser cet océan dans l'hémisphère Nord (1527-1528), de la Nouvelle-Espagne d'Hernán Cortés aux Moluques.

## Biographie

### Origines et débuts en Nouvelle-Espagne
On ignore le lieu et la date exacte de sa naissance, mais on sait que c'est un parent d'Hernan Cortès (né à Medellin, en Estrémadure, vers 1485). Hernan Cortès fait la conquête de l'Empire aztèque en 1521 et devient alors capitaine général de la colonie de Nouvelle-Espagne dont la capitale est Mexico.
Saavedra le rejoint en 1526. Cortés est alors de retour à Mexico après son expédition peu fructueuse au Honduras.

### L'expédition aux Moluques (1527-1528)
En 1527, Cortés le charge d'une mission d'exploration à travers l'océan Pacifique (alors appelé « la mer du Sud »), afin d'atteindre les Moluques, archipel situé à l'ouest de la Nouvelle-Guinée. À cette date, Magellan a fait le parcours du détroit de Magellan aux Philippines en 1520.
L'escadre de trois navires (le Florida, l'Espiritu Santo et le Santiago) part le 31 octobre 1527 de Zihuatanejo (actuel État du Guerrero). Ils passent sans doute en vue des îles Hawaï. Les deux derniers navires se perdent à ce moment.
Le Florida atteint la Nouvelle-Guinée, puis les Moluques (3 octobre 1528), à Tidore. 

### L'impossible retour (1528-1529)
Après avoir chargé une cargaison de clous de girofle, spécialité de ces îles, Saavedra repart vers la Nouvelle-Espagne, mais les alizés contraires le repoussent vers la Nouvelle-Guinée à deux reprises. 
Il repart en mai 1529 et subit une tempête au cours de laquelle il meurt.

### Après la mort de Saavedra
Le commandement est alors pris par Pedro Laso, qui réussit à remonter jusqu'à la latitude 31° Nord, mais faute de vent d'ouest, est de nouveau contraint de revenir aux Moluques où l'équipage est fait prisonnier par des Portugais (décembre 1529), n'étant libérés qu'en 1534.